# Orthogonis madagascarensis
Orthogonis madagascarensis är en tvåvingeart som beskrevs av Stanley Willard Bromley 1942. Orthogonis madagascarensis ingår i släktet Orthogonis och familjen rovflugor.
Artens utbredningsområde är Madagaskar. Inga underarter finns listade i Catalogue of Life.